# Bajonetten 9
Bajonetten 9 ou Strandvägen 53  est un édifice historique du quartier Östermalm à Stockholm en Suède,

## Description
Bajonetten 9 est un édifice situé dans l'îlot Bajonetten, à l'adresse Strandvägen 53.
Il a été construit pour Isak Hirsch, qui a également fait construire Strandvägen 51 et Strandvägen 49.
Le bâtiment a été construit en 1895-1896 selon les plans de l'architecte Sam Kjellberg et est labellisé vert par le Musée municipal de Stockholm, ce qui signifie « particulièrement précieux d'un point de vue historique, culturel, historique, environnemental ou artistique »,.

## Architecture

### Extérieur
Pour le Bajonetten 9, Isaak Hirsch a embauché l'architecte Sam Kjellberg, qui a également conçu les maisons voisines Bajonetten 1 et Bajonetten 11 (Strandvägen 49 et 51) ainsi que le Narvavägen 4.
Le maître d'œuvre était Oscar Herrström, qui avait auparavant construit Sergeanten 7 (Strandvägen 39) pour Isaak Hirsch et aussi les maisons Bajonetten 1, 9 et 11.
Le bâtiment était construit sur cinq étages et un sous-sol.
La fondation se compose d'un ancien lit du lac devenu la Ladugårdslandsviken et nécessite un renforcement du sol par de nombreux pieux.
La façade sur la rue a été conçue par Kjellberg pour être très expressive. Au niveau du rez-de-chaussée, le revêtement était entièrement en grès rouge, au-dessus duquel un enduit lisse jaune était utilisé avec des détails de façade en grès rouge comme décorations autour des fenêtres, pour les angles et les moulures. La façade est dominée par deux hauts frontons en forme de pignons à gradins.
D'après les plans disponibles (dessins de façade datant respectivement de juillet 1895 et d'octobre 1895), il semble qu'il existait à l'origine une proposition avec une conception de façade un peu plus simple, sans frontons ni pignons d'escalier.
Les tours du Strandvägen 53 se démarquent et n'ont pas la forme conique habituelle. Au lieu de cela, ils ont une forme rectangulaire et plate vus de face.
L'entrée principale de la maison a été placée asymétriquement plus proche du bâtiment voisin à l'est.
Le portail est, comme presque toutes les entrées le long de Strandvägen, richement décoré et sculpté en grès clair. Deux Atlantes encadrent la porte, les écoinçons de la voûte sont décorés de motifs de feuilles et de coquilles et le cartouche au-dessus indique l'année d'achèvement de la maison 1896.
À l'intérieur se trouve un sol en marbre blanc sur deux niveaux. Les murs sont divisés en champs et marbrés en stuc lustré avec des feuilles d'acanthe.

### Intérieur
Il y avait un seule grand appartement de neuf pièces et une cuisine par étage, au rez-de-chaussée une pièce de moins. Le coin cuisine avec deux pièces pour les domestiques était accessible par un escalier de service séparé depuis la cour. Le vestiaire de l'appartement était placé face à la rue.
Grâce à des portes coulissantes, la pièce avec balcon (plus tard la pièce avec baie vitrée) pouvait être ouverte sur la salle à manger avec fenêtres donnant sur la cour.
Il y avait une salle de bain et des toilettes à l'intérieur de l'appartement.
En 1925, le chauffage central fut installé avec une chaufferie et un local à charbon au sous-sol, et en 1986 les combles furent aménagés en deux appartements.

## Galerie

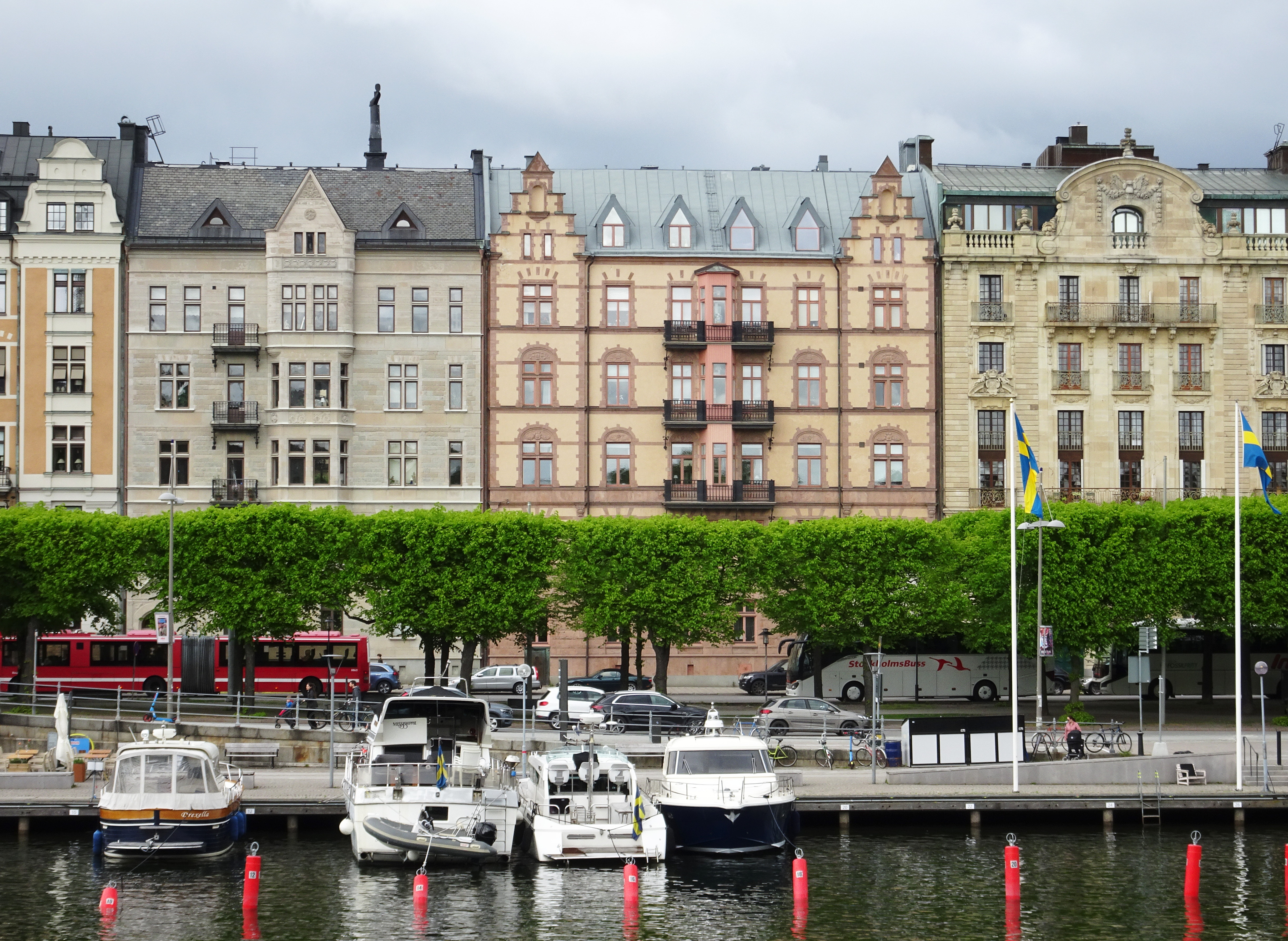
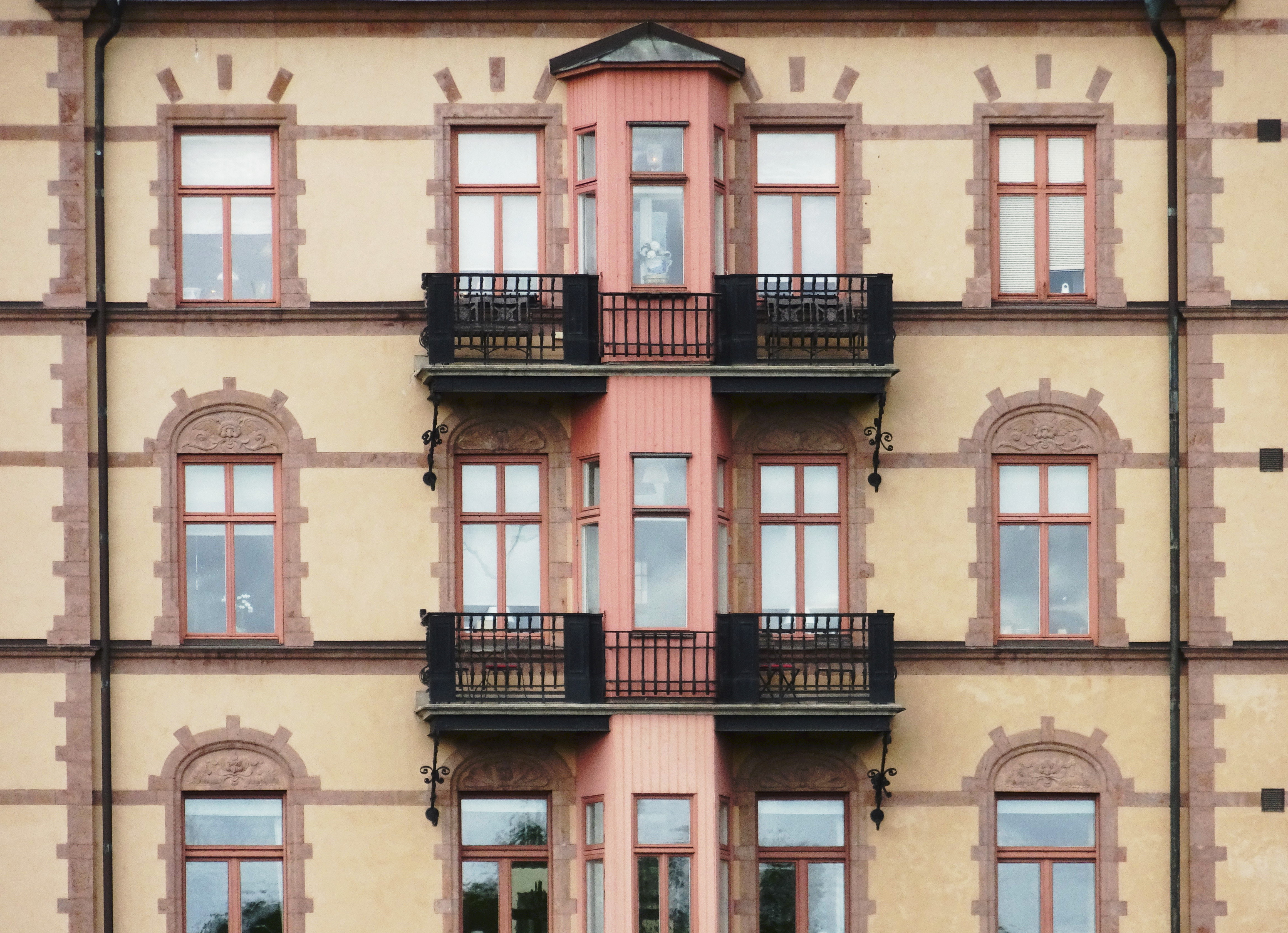
Burspråket.
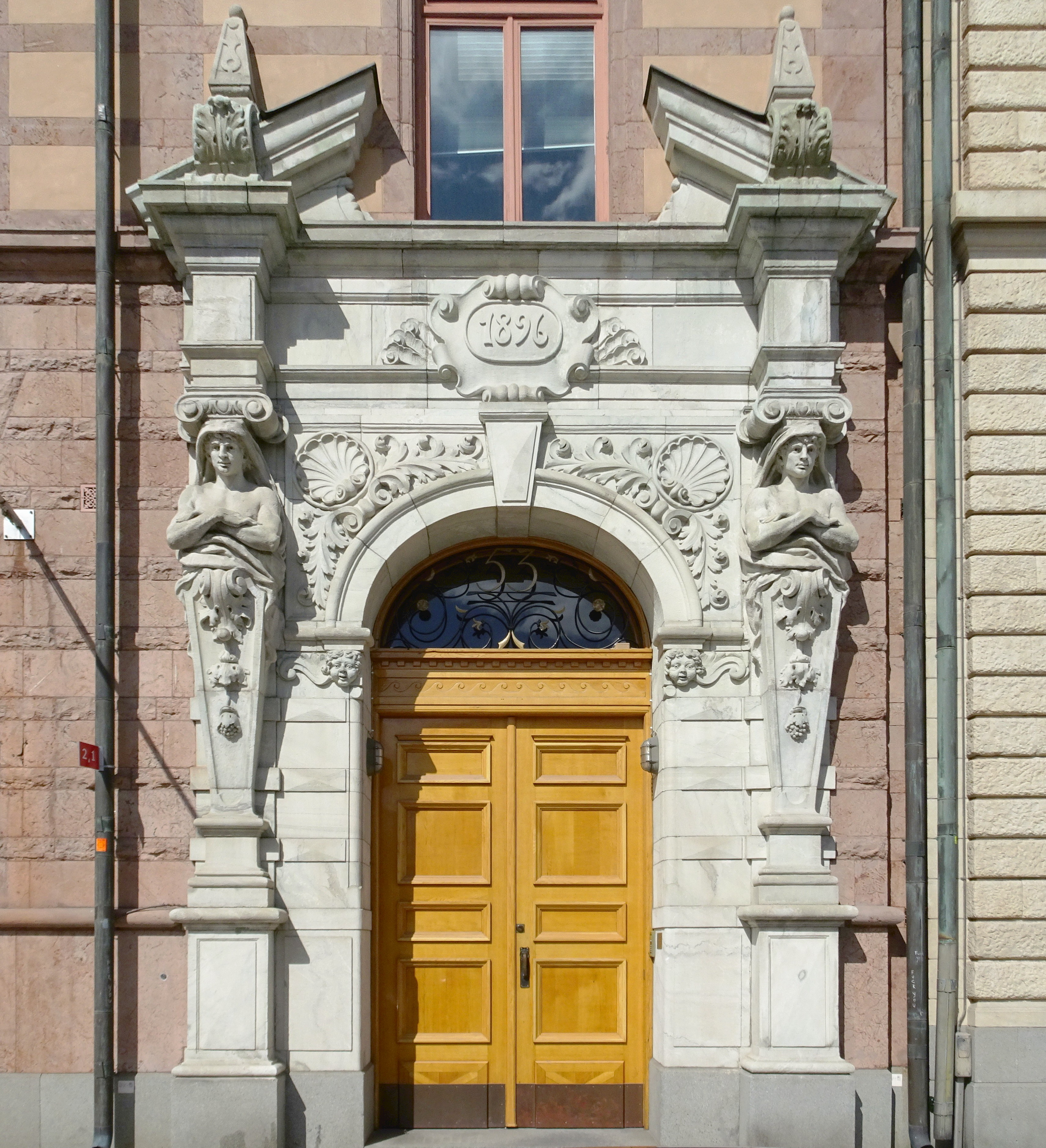
Portalen.
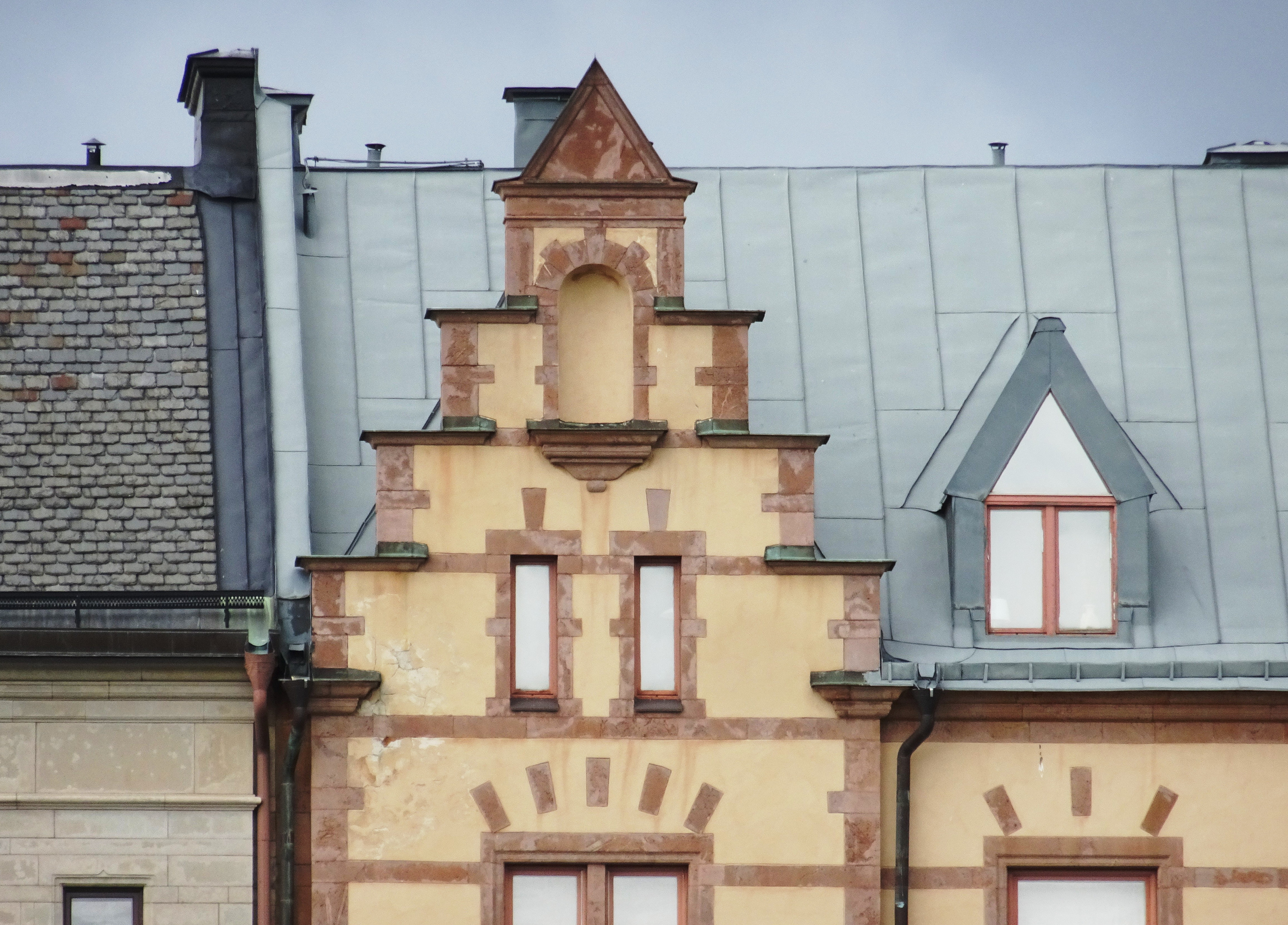